# しいかご舞

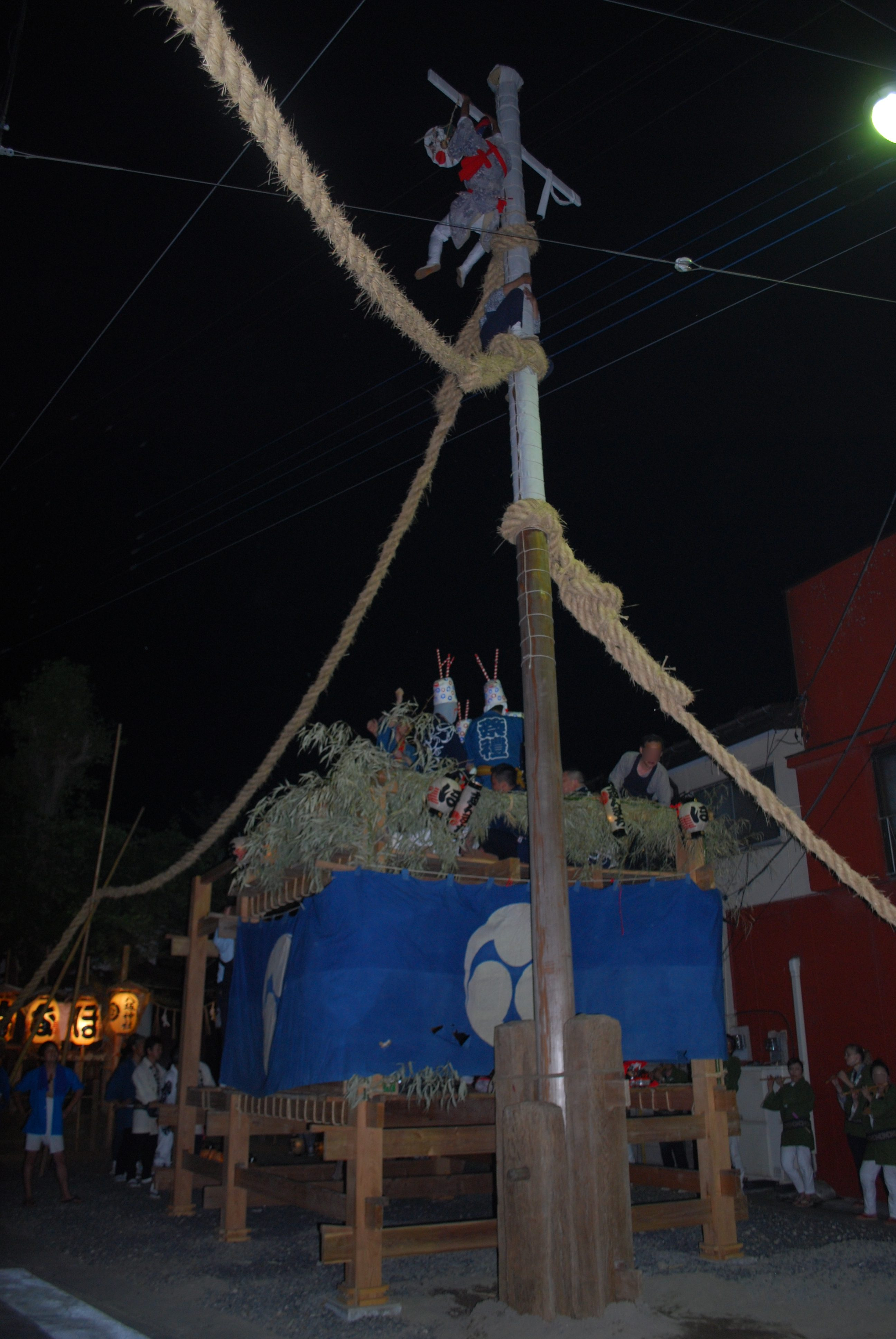
多古祇園祭のしいかご舞

しいかご舞（しいかごまい）は、千葉県香取郡多古町にある八坂神社の祇園祭に演じられる民俗芸能のつく舞である。
毎年7月25日・26日に催される多古祇園祭に、豊作・無病息災・雨乞い等の願いを込め、八坂神社前の仮設舞台でしいかご舞が奉納される。この神事は、古く天明年間以前から伝わるもので、八坂神社氏子3町（本町・新町・仲町）から選ばれた10人の若衆により演じられる。獅子・鹿・雨蛙（形により「まんじゅう」とよばれる）の面をつけて笛の調子に合わせ舞を披露し、最後に猿の面をつけた年番町の若衆が、破魔の弓矢を持って大柱（津久舞柱）によじ登り、先端近くの横木に下り仕舞をする。これが終ると横木に結んである扇子を観客の中に落として終了となる。
この芸能は、1975年（昭和50年）に「多古のしいかご舞」という名称で千葉県の無形民俗文化財に指定され、1976年（昭和51年）には選択無形民俗文化財に選ばれた。